# Lily's E.P.
«Lily's E.P.» es el octavo maxisencillo de la banda Dragon Ash, perteneciente a Lily of Da Valley, álbum lanzado en el 2000. El comienzo del CD presenta a Amploud y 静かな日々の階段を (Shizuka na Hibi no Kaidan Wo), oponiéndose a la compañía discográfica, que el CD debe tener una canción con hombre homónimo al álbum.

## Lista de canciones
1. "Amploud" – 4:20
2. "静かな日々の階段を" (Shizuka na Hibi no Kaidan Wo)– 4:30
3. "静かな日々の階段を (E.P. Version)" (Shizuka na Hibi no Kaidan Wo) – 4:16
4. "Amploud (Modern Beatnik Mix)" – 3:34

- Datos: Q6142122